# 長谷川正男
長谷川 正男（はせがわ まさお、1913年3月27日 - 1990年2月16日）は、日本の経営者。日本精工社長、会長を務めた。愛知県出身。

## 経歴
1938年に京都帝国大学経済学部を卒業し、同年に安田銀行に入行。1961年に日本精工取締役に就任し、1973年12月には社長に就任。1984年7月に会長に就任。
1981年に藍綬褒章を受章し、1986年に勲三等旭日中綬章を受章。
1990年2月16日脳梗塞のために死去。76歳没。